# Rebelia szyitów w Jemenie
Rebelia szyitów w Jemenie rozpoczęła się w czerwcu 2004 roku, kiedy duchowny lider ruchu Huti Husajn Badreddin al-Huti wystąpił przeciwko jemeńskiemu rządowi. Większość trwających walk ma miejsce w północno-zachodniej prowincji Sada w Jemenie.
Jemeński rząd twierdził, iż ugrupowanie Asz-Szabab al-Muminin dążyło do przewrotu i wdrożenia szyickiego prawa. Z kolei rebelianci mówili, że działają "w obronie ich społeczności przeciwko dyskryminacji i rządowej agresji". Jemeński rząd oskarżył Iran o finansowe wspieranie rebelii.
Hussajn Badreddin al-Huti zginął z rąk jemeńskiej armii we wrześniu 2004 roku. Na czele rebelii stanął wtedy jego syn Abdul Malik al-Huti. Władze Jemenu oskarżały też szyickich rebeliantów o zamiar wprowadzenia reżimu islamskiego z duchownymi na czele państwa.
16 czerwca 2007 doszło do kruchego rozejmu. W wyniku częstych ataków armia Jemenu wznowiła operację przeciwko rebeliantom 11 sierpnia 2009. Ofensywa otrzymała kryptonim "Scorched Earth". W listopadzie 2009 roku wypierani z Sada rebelianci Huti przeniknęli na teren Arabii Saudyjskiej, czego wynikiem było przyłączenie się tego kraju do walk z rebeliantami. Od grudnia 2009 amerykańskie myśliwce bombardowały pozycje szyickich bojowników w Sada.
27 stycznia 2010 Arabia Saudyjska zgodziła się na zawieszenie broni z szyickimi bojownikami, w wyniku czego rebelianci opuścili saudyjskie terytorium. Rząd w Rijadzie ogłosił jednocześnie zwycięstwo nad rebeliantami. Następnie bojownicy wystąpili z propozycją rozejmu w stosunku do rządu w Sanie. Jemen początkowo odrzucił ofertę Huti. Wtedy rebelianci na początku lutego przystąpili do natarcia, w wyniku czego rząd w Sanie przystał na zaproponowany układ, który zaczął obowiązywać 12 lutego 2010. Oficjalnie zakończenie konfliktu prezydent Jemenu Ali Abd Allah Salih ogłosił 19 marca 2010.
Jednakże w lipcu 2010 wybuchły gwałtowne walki między rebeliantami a prorządową plemienną milicją Ibn Aziz, którą wsparło wojsko narodowe.
27 lutego 2011 Abdul-Malik al-Huti ogłosił, iż popiera opozycjonistów, którzy wzniecili antyprezydenckie powstanie. Tym samym wypowiedział posłuszeństwo rządowi i złamał porozumienie pokojowe z roku poprzedniego. W marcu 2011 Huti zdobyli kontrolę nad prowincją Sada, pokonując prorządowe bojówki. Następnie szyici podjęli atak na prowincję Al-Dżauf, którą opanowali pod koniec lipca 2011. W listopadzie 2011 Huti zaatakowało prorządowych bojowników plemiennych w ataku na prowincji Hadżdża.
Pod koniec 2011 postępy Huti zostały zablokowane przez wybuch walk religijnych z radykalnymi salafistami. Od tej pory północny Jemen stał się areną konfliktu na tle religijnym.

## Geneza
W 1962 roku proklamowano Jemeńską Republikę Arabską po obaleniu tysiącletniej monarchii Zajdyckiej. Spowodowało to wybuch kilkuletniej wojny domowej pomiędzy stroną republikańską a sponsorowanymi przez Arabię Saudyjską rojalistami. Sytuację załagodziło dopiero wycofanie się wojsk egipskich w 1967 roku, co doprowadziło do uznania państwa przez Arabię Saudyjską w 1970.
W 1994 w Jemenie miała miejsce wojna domowa. Podczas konfliktu zajdyci – najmniejsza i najbardziej zbliżona do sunnizmu grupa szyitów – była uciskana przez wahhabitów. Wahhabici wspomagali rządowe wysiłki na rzecz walki z secesjonistycznym południem kraju.
W 2004 jemeński rząd wydał nakaz aresztowania Hussajana al-Huti'ego, duchowego lidera zajdyckiego ugrupowania Al-Shabab al-Muminin i byłego parlamentarzysty.
Jemen oficjalnie oskarżał irańskie władze o finansowanie szyickich bojówek Huti. Prowincja Sada – główna arena konfliktu – leży na północy kraju tuż przy granicy z Arabią Saudyjską.

## Historia konfliktu

### Pierwsze zrywy szyitów (2004-2008)
Od czerwca do sierpnia 2004, wojska rządowe walczyły ze zwolennikami al-Huti'ego na północy Jemenu. Wówczas zginęło od 80 do ponad 600 osób. We wrześniu, jemeńskie siły bezpieczeństwa zabiły al-Huti'ego. Od tego czasu powstaniu przewodził jego brat Abdul-Malik al-Huti.
Od marca do kwietnia 2005, ponad 200 osób zginęło w kolejnej serii walk pomiędzy siłami rządowymi i zwolennikami zabitego duchownego. W maju 2005 rebelianci odrzucili propozycję ułaskawienia złożoną przez prezydenta Jemenu, a w kraju wybuchły kolejne starcia.
W marcu 2006 r. rząd Jemenu uwolnił ponad 600 schwytanych bojowników szyickich.
Eskalacja kolejnych walk wystąpiła w grudniu 2006. 28 stycznia 2007 roku rebelianci atakując rządowe instytucje, zabili sześciu żołnierzy i ranili 20 innych. Trzy dni później w walkach poległo kolejnych sześciu żołnierzy, a 10 zostało rannych. 1 lutego w walkach przy granicy z Arabią Saudyjską poległo 10 żołnierzy 20 zostało rannych. W wymianie ognia życie straciło także trzech bojowników.
W lutym 2007 Jemen z 30 000 żołnierzy rozpoczął ofensywę przeciwko rebeliantom. Do 19 lutego zginęło 200 żołnierzy jemeńskich oraz ponad 100 rebeliantów, natomiast 160 kolejnych powstańców zginęło w przeciągu kolejnych dwóch tygodni.
W wyniku ofensywy 16 czerwca 2007 roku uzgodniono zawieszenie broni. Rebelianci zgodzili się zaprzestać stawianiu oporu wojskom jemeńskim, w zamian za uwolnienie więzionych bojowników, a także pomoc w odbudowie terenów plemiennych w Jemenie.
Mimo rozejmu rebelianci swoją działalność wznowili w kwietniu 2008. 29 kwietnia w zasadzce zginęło siedmiu jemeńskiego żołnierzy. 2 maja w meczecie w Sada zginęło 15 wiernych, a 55 zostało rannych. Rząd obarczył winą za zamach rebeliantów, lecz ci zaprzeczyli jakoby mieli atakować cywilów. Tuż po ataku, w nocy doszło do potyczki w której zginęło 3 żołnierzy i 4 rebeliantów. W starciach 12 maja w pobliżu granicy z Arabią Saudyjska zginęło 13 żołnierzy i 26 bojowników.
12 czerwca w prowincji Sada doszło do porwania dziewięciu cudzoziemców. Kilka dni po uprowadzeniu znaleziono ciała dwóch Niemek oraz Koreanki. Szyiccy rebelianci zaprzeczyli, jakoby stali za porwaniem.
Prezydent Jemenu Ali Abd Allah Salih 17 lipca 2008 roku ogłosił po 4 latach zakończenie walk w Sada.

### Operacja Spalona ziemia (2009-2010)

#### Ofensywa jemeńska
11 sierpnia 2009 roku wojsko jemeńskie wznowiło ofensywę przeciwko rebeliantom Huti. Ofensywa o kryptonimie Spalona ziemia to odpowiedź na ataki bojowników, które powtarzały się od czerwca. Armia Jemenu wspierana przez czołgi oraz lotnictwo zaatakowała rebeliantów w prowincjach Malaheedh, Mahadher, Khafji i Hasama.
14 sierpnia rebelianci porwali 15 pracowników Czerwonego Krzyża. W walkach tego dnia poległo 16 bojowników i 5 żołnierzy.
23 sierpnia jemeński rząd poinformował, że jemeńskie siły zbrojne zabiły ponad 100 szyickich rebeliantów, podczas zwycięskiej bitwy o miasto Harf Sufyan. Tego dnia rząd zaproponował rebeliantom zawieszenie broni, lecz ci odrzucili ofertę rozmów.
4 września od godziny 19:00 czasu polskiego obowiązywało zawieszenie broni ogłoszone przez jemeński rząd. Jednak rozejm de facto nie został wprowadzony w życie, a kilka godzin po jego deklaracji doszło do ataków rebeliantów i odpowiedzi sił rządowych. Podczas ogłoszenia inicjatywy rządząca partia 26 września podkreśliła, iż powodzenie utrzymania rozejmu będzie zależało od decyzji i zachowania rebeliantów.
9 września w wyniku walk ciężkie straty ponieśli bojownicy. Wypychani rebelianci z górskich rejonów Sada stracili 17 bojowników, natomiast 4 kolejnych wpadło w ręce jemeńskich sił bezpieczeństwa. W kolejnych dniach okrojone pozycje bojowników zostały zbombardowane przez lotnictwo rządowe. W wyniku tego zginęło 20 szyickich rebeliantów.
17 września jemeńskie siły powietrzne dokonały omyłkowego nalotu na obóz uchodźców. W wyniku tego incydentu życie straciło 80 osób – w większości cywilów.
29 września lider rebeliantów Abdul-Malik al-Huti zaprzeczył jakoby walczący z rządem szyiccy bojownicy dążyli do utworzenia niepodległego państwa.
9 października w wyniku gwałtownych starć poległo 100 rebeliantów, a 280 odniosło obrażenia.

#### Interwencja saudyjska
4 listopada armia Arabii Saudyjskiej rozpoczęła atak na pozycje rebeliantów na swoim terytorium przy granicy z Jemenem. Bezpośrednią przyczyną przystąpienia wojsk saudyjskich do walk z rebeliantami, było zastrzelenie strażnika granicznego przez bojowników. Rebelianci, którzy zajęli przygraniczny region Dżabal al-Duchan rozpoczęli ataki na saudyjskie patrole. Bojownicy przenikali wcześniej na tereny Arabii Saudyjskiej, gdyż armia Jemenu wypychała ich ze swojego terytorium.
5 listopada saudyjskie lotnictwo i artyleria rozpoczęła bombardowanie pozycji rebeliantów al-Hutiego, co doprowadziło do ich wyparcia. W akcji brały udział myśliwce F-15 Eagle i samoloty uderzeniowe Tornado IDS. W nalotach zginęło 40 bojowników.
6 listopada w walkach zginęło dwóch żołnierzy Arabii Saudyjskiej, a kilku odniosło rany. Walki toczyły się w wioskach Al-Qarn, Qawa i Al-Dafeneyah. 4 żołnierzy saudyjskich zostało pojmanych przez rebeliantów. 7 listopada w walkach zginęło czterech cywilów oraz dwóch żołnierzy Arabii Saudyjskiej.
Do wyparcia bojowników z regionu Dżabal al-Duchan doszło 8 listopada. Tego samego dnia na granicy doszło do katastrofy jemeńskiego samolotu. Rebelianci podali, iż jej przyczyną było zestrzelenie, jednak Sana odpierając te zarzuty poinformowała, że doszło do błędu pilota, który przeżył katastrofę, lecz został pojmany. 10 listopada Arabia Saudyjska zobowiązała się do kontynuacji ostrzałów pozycji rebeliantów na granicy z Jemenem. Dzień później rebelianci poinformowali, iż są gotowi do podjęcia rokowań z Arabią Saudyjską.
13 listopada w starciach na pograniczu saudyjsko-jemeńskim zginęło dwóch żołnierzy Arabii Saudyjskiej. 21 listopada zginęło trzech kolejnych saudyjskich żołnierzy.
27 listopada bojownicy na terytorium Jemenu pojmali dziewięciu saudyjskich żołnierzy.
7 grudnia rebelianci zdołali zestrzelić jemeński myśliwiec, który bombardował pozycje bojowników w mieście Razeh przy granicy z Arabią Saudyjską.
14 grudnia lotnictwo Stanów Zjednoczonych przeprowadziło na terenie Amran, Hajjah i Sada 28 nalotów, w wyniku których śmierć poniosło co najmniej 120 osób, a 44 odniosło rany. Rebelianci oskarżyli USA o popełnienie masakry na jemeńskich obywatelach, gdyż bomby miały uderzyć w obszarach zamieszkałych przez uchodźców. Kolejne ataki miały miejsce 18 grudnia. W niefortunnym nalocie w prowincji Abyan zginęło 63 cywilów, w tym 28 dzieci, a rannych zostało co najmniej 90 osób.

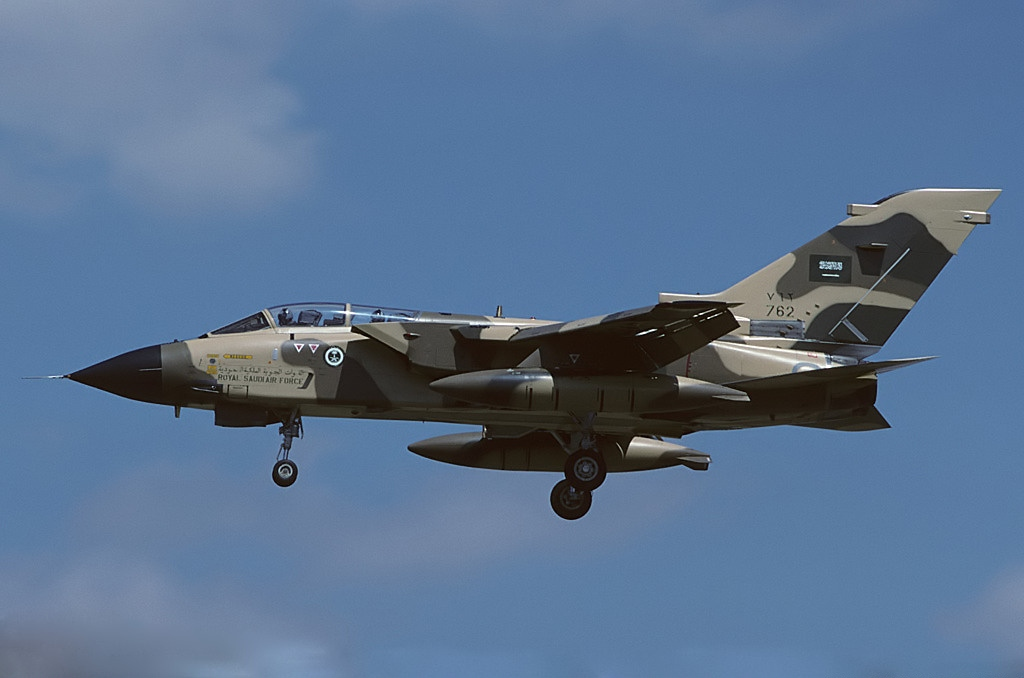
Saudyjskie samoloty uderzeniowe Tornado bombardowały pozycję szyickich rebeliantów

20 grudnia lotnictwo saudyjskie dokonało nalotu na miasto Al Nadheer w Sada. Rebelianci twierdzą, iż zginęło 54 ludzi. Następnie w mieście Zawa armia lądowa stoczyła potyczkę z bojownikami, podczas której oddano ponad 200 strzałów.
22 grudnia rebelianci odparli atak sił saudyjskich powodując duże straty w szeregach wojsk północnego sąsiada Jemenu. W bitwie, która rozegrała się pod miejscowością Jabiriya na granicy saudyjsko-jemeńskiej zginęło aż 64 saudyjskich wojskowych. Bojownicy po tym wydarzeniu ponownie licznie powrócili na terytorium prowincji Sada. Po bitwie strona saudyjska potwierdziła, iż od początku listopadowej interwencji poległo 73 żołnierzy. Przed krwawym starciem liczba strat północnego sąsiada Jemenu była równa 9 zabitych żołnierzy.
26 grudnia podano, iż w saudyjskim bombardowaniu zginął przywódca rebeliantów Abdul-Malik al-Huti. Jednak dwa dni później rebelianci zdementowali informacje, podając, iż al-Huti żyje.
31 grudnia w Sada doszło do starcia wojska jemeńskiego z rebeliantami w wyniku czego poległo 11 szyickich bojowników. Jemeńskie lotnictwo wspierające armię, zniszczyło pojazd, który był wyładowany ładunkami wybuchowymi. 1 stycznia 2010 roku prezydent Jemenu Ali Abdullah Saleh, opublikował wiadomość w której wezwał bojowników do zaprzestania przemocy, przyjęcia zawieszenia rozejmu oraz uwolnienia pojmanych cywilów i wojskowych.
W dniach 3–4 stycznia 2010 roku saudyjskie lotnictwo dokonało bombardowania kryjówek szyickich rebeliantów w prowincji Sada, co spowodowało śmierć 16 bojowników.
W wyniku starcia na granicy saudyjsko-jemeńskiej do którego doszło 12 stycznia 2010, według wojsk Arabii Saudyjskiej zginęły setki szyickich rebeliantów. Do walk doszło kiedy armia północnego sąsiada Jemenu wystosowała 48-godzinne ultimatum, którym zobowiązali bojowników do opuszczenia przygranicznych posterunków. W potyczce śmierć poniosło czterech saudyjskich wojskowych. W odrębnym starciu armia Jemenu zabiła 19 rebeliantów Huti oraz aresztował 25 innych.
19 stycznia lider szyickich rebeliantów Abdul-Malik al-Huti w walce odniósł poważne obrażenia. 22 stycznia bojownicy poinformowali, iż przywódca został tylko lekko ranny i czuje się dobrze.
23 stycznia po wyparciu rebeliantów z rejonów wokół góry Duchan, znaleziono ciała 20 saudyjskich wojskowych.

#### Pokojowe rokowania i deklaracja zwycięstwa Arabii Saudyjskiej
25 stycznia przywódca szyickich rebeliantów Abdul-Malik al-Huti, poinformował, iż jest zainteresowany podjęciem rokowań mających na celu podpisanie rozejmu z wojskami saudyjskimi. 27 stycznia Arabia Saudyjska przystała na ofertę rozejmu szyickich rebeliantów jednocześnie ogłaszając zwycięstwo nad rebeliantami, okupione 109 zabitymi żołnierzmi. Na mocy zawieszenia broni rebelianci zobowiązali opuścić terytorium Arabii Saudyjskiej.
30 stycznia rebelianci złożyli podobną propozycję zawieszenia broni rządowi w Sanie. Rebelianci ogłosili, że akceptują pięć rządowych warunków zakończenia konfliktu, ogłoszonych podczas rozpoczęcia operacji Scorched Earth. Dzień później Jemen odrzucił propozycję rozejmu, ponieważ propozycja nie nawiązuje do zaprzestania przemocy przeciwko Arabii Saudyjskiej i nie jest potwierdzeniem umowy z 27 stycznia. W nocy z 29 na 30 stycznia w Sada doszło do walki sił bezpieczeństwa z szyickimi rebeliantami, w wyniku których śmierć poniosło 20 bojowników.
3 lutego jemeńskie siły zbrojne odblokowały drogę w prowincji Sada prowadząca na północ kraju, a następnie przejęły okoliczne farmy, na których znajdowali się bojownicy. W wyniku wymiany ognia śmierć poniosło 16 rebeliantów. Dzień później podczas ataku na bastion rebeliantów w Sada zginęło kolejnych 16 bojowników Huti. Mimo wycofania się Arabii Saudyjskiej z konfliktu, saudyjskie myśliwce przeprowadziły 4 lutego kolejną serię bombardowań szyickich warowni. W wyniku odpalenia 13 rakiet zginęło 14 cywilów, w tym 10 kobiet i dzieci. 5 lutego sąd w Jemenie w zaocznym postępowaniu skazał przywódcę rebeliantów Abdula Malika al-Hutiego na 15 lat pozbawienia wolności.
6 lutego bojownicy ponowili ataki na siły bezpieczeństwa. W dystrykcie Wadi al-Jabara zorganizowali zasadzkę, w której śmierć poniosło 15 jemeńskich żołnierzy. Tego samego dnia w walkach ulicznych w mieście Sada zginęło ośmiu kolejnych wojskowych. Siły wojskowe potwierdziły, iż rebelianci przeszli do natarcia w mieście, jednak dodano, że sytuacja została opanowana, bojowników odepchnięto z zajętych wcześniej posterunków, także kilku zostało zabitych. W odpowiedzi na szturm bojowników, w prowincji Sada doszło do ponownych nalotów ze strony Arabii Saudyjskiej. 174 rakiet spadło na tereny kontrolowane przez Huti w dystryktach al-Dhaher, Qamamat, Ghafereh, al-Rammadiat oraz w samym mieście Sada. W bombardowaniu m.in. dwie kobiety odniosło rany, zniszczone zostały także cztery budynki cywilne. 8 lutego wybuchły walki pod Harf Sufjan. Do oblężenia miasta przystąpiło 100 jemeńskich wojskowych. Rebelianci wykopali dla umocnień linii obrony specjalne rowy oraz zaminowali pola. W bitwie zginęło 10 osób, a 18 odniosło obrażenia, głównie szyiccy Huti. 11 lutego doszło do potyczki w miejscowości Burkat al-Shamsi, gdzie zginęło trzynastu rebeliantów i pięciu żołnierzy. Ciężkie walki nadal były kontynuowane w Sada. Tam duże straty nadal ponosiło wojsko jemeńskie, bowiem śmierć poniosło kolejnych siedmiu żołnierzy. Zabito też jedenastu bojowników. Tymczasem Saudyjczycy przeprowadzili 13 nalotów na Harf Sufyan, Jouan and Jebel Talan.
W operacji Scorched Earth zginęło 109 żołnierzy saudyjskich, 104 jemeńskich oraz ponad 600 rebeliantów.

#### Zawieszenie broni
W wyniku ożywienia się walk na początku lutego i ciężki strat ponoszonych przez wojsko, rząd jemeński przystał na propozycję rebeliantów zawieszenia broni. Rozejm zaczął obowiązywać od północy 12 lutego 2010 (11 lutego godz. 22:00 czasu polskiego).
W wyniku zatwierdzenia umowy rebelianci zobowiązali się do opuszczenia górskich posterunków kontrolowanych dotychczas, poprawy bezpieczeństwa sytuacji na drogach w rejonie konfliktu oraz zwolnienie jeńców wojennych i przechwyconego sprzętu. Po zatwierdzeniu rozejmu przez Jemen, lider rebeliantów Abdul Malik al-Huti wydał oświadczeniu, w którym wezwał wszystkich swoich zwolenników do jego respektowania.
27 lutego jemeńscy saperzy zakończyli akcję rozminowywania miasta Sada. Oczyszczenie miasta z min zastawionych przez rebeliantów podczas sześcioletniego konfliktu było częścią punktu o poprawie bezpieczeństwa w rejonie zakończonego konfliktu.
14 marca 2009 bojownicy poinformowali, iż zakończyli wycofywanie się z trzech okręgów w pobliżu granicy z Arabią Saudyjską. Mimo zabsorbowania rozejmu nie był znany los sześciu zagranicznych zakładników porwanych w czerwcu 2009. Wówczas Huti nie przyznali się do uprowadzenia obcokrajowców. Dwoje niemieckich dzieci zostało uwolnionych 18 maja 2010.
Mimo zawieszenia broni 12 lutego 2009 w mieście Sada doszło do incydentu. Szyiccy bojownicy ostrzelali budynek Ministerstwa Spraw Zagranicznych w wyniku czego zginął jemeński wojskowy, a siedmiu odniosło rany.
28 marca 2009 szyiccy bojownicy zastrzelili w Sada pracownika rządowego. Wysłannik z Sany kontrolował wdrażanie rozejmu w strefie konfliktu.
19 marca 2010 prezydent Jemenu Ali Abd Allah Salih ogłosił zakończenie konfliktu w Sada.

### Wybuch walk rebeliantów z prorządową milicją Ibn Aziz (2010)
29 kwietnia doszło do krwawych walk. Z bojownikami starła się prorządowa plemienna milicja Ibn Aziz, w wyniku czego śmierć poniosło siedem osób.
W lipcu doszło do najpoważniejszych walk od czasu zawieszenia broni. W dniach 17-22 lipca trwały starcia, po ataku prorządowych plemiennych bojowników Ibn Aziz na twierdzę szyitów w prowincji Amran. W pierwszych czterech dniach zginęły około 50 osób w tym pięciu żołnierzy, którzy wsparli milicję. W nocy z 21 na 22 doszło do kolejnych ostrych starć w wyniku którego zginęło 9 plemiennych milicjantów i 10 szyickich rebeliantów.
24 lipca 2010 po negocjacjach doszło do zawieszenie broni między milicją Ibn Aziz a szyickimi rebeliantami. Rozejm przewidywał wycofanie wszystkich uzbrojonych bojowników z ich stanowisk, zniesienie punktów kontrolnych i blokad dróg oraz usuwania min drogowych.
Jednak już dzień po zawieszeniu broni milicja doniosła, iż rebelianci nie respektują rozejmu i zaatakowali. Członkowie Ibn Aziz odpowiedzieli ogniem zabijając czterech rebeliantów. Prezydent Jemenu Ali Abd Allah Salih, zaapelował o natychmiastowe zakończenie walk. 26 lipca Huti ponowili atak wdając się w walkę z żołnierzami i milicjantami. Zginęło 10 osób, wśród których byli zarówno rebelianci, milicjanci i żołnierze. Huti zajęli bazę wojskową w Zuala pod Harf Sufyan w Sada, biorąc ponad 100 żołnierzy za zakładników. Dwa dni później wszyscy zakładnicy zostali uwolnieni. Po tym wydarzeniu po raz kolejny zaprzestano walk.
22 listopada 2010 w wybuchu bomby drogowej zginął jemeński żołnierz. Dzień później 23 bojowników Huti zginęło, a 30 odniosło rany na szyickiej procesji w wyniku wybuchu samochodu-pułapki. 26 listopada dwóch szyitów zginęło, a ośmiu zostało rannych na pogrzebie zabitego w Sada w zamachu Badreddina Hawthiego.

### Rewolucja w Jemenie i ekspansja Huti (2011)
27 stycznia 2011 roku pod wpływem udanych rewolucji w Tunezji i Egipcie, w Jemenie rozpoczęły się masowe antyrządowe demonstracje. Odbywały się one głównie w stolicy oraz miastach Taizz, Aden. Jednak 27 lutego 2011 Abdul-Malik al-Huti ogłosił, iż wspiera demonstrantów. Następnie byli bojownicy dołączyli do demonstrantów w północnych regonach Jemenu.
19 marca rebelianci szyiccy przystąpili do walk w Sadzie z prorządowym zarządcą miasta Szejkiem Mujallim. W czasie walk, zakończonych 26 marca, zginęło 45 osób, a Huti zdobyli kontrolę nad miastem. Po zwycięstwie, szyici ogłosili tworzenie własnej administracji w prowincji Sada, niezależnej od władz centralnych. Tak więc rebeliantom Huti, wykorzystując antyrządowe powstanie udało się zrobić to, czego nie byli w stanie osiągnąć przez sześć lat.
W lipcu rebelianci Huti podjęli atak na prowincję Al-Dżauf. Prowincją tą zarządzały opozycyjne wobec władz centralnych bojówki Islah od marca. Mimo to Huti podjęli na nich 8 lipca atak, gdyż szyici twierdzili, że współpracowali oni także z Al-Kaidą. Do 11 lipca zginęło w walkach plemiennych 30 osób. Do 28 lipca Huti przejęły wszystkie budynki rządowe w prowincji Al-Dżauf, pokonując lokalnych bojowników. Faktycznie to oni od tej pory kontrolowali prowincję.
14 sierpnia Al-Kaida zdetonowała samochód-pułapkę w Al-Dżauf, zabijając 14 rebeliantów Huti i raniąc pięciu. Al-Kaida już 30 stycznia 2011 wypowiedziała wojnę szyitom z ugrupowania Huti. Gdy szyici wykorzystali zaangażowanie armii w tłumieniu powstania w centrum kraju i walki z terrorystami na południu i na północy wznowili walki, to Al-Kaida rozpoczęła ataki również na nich.
Na początku listopada w Sadzie wybuchły walki między szyitami a salafitami. Jednocześnie Huti przeszło do ataku na prowincję Hadżdża. Po kilku dniach ciężkich walk szyici przełamali linię obrony, bojówek prorządowych Kashir i Aahm, zdobywając 9 listopada kontrolę na dystryktem Kuhlan Ash Sharaf. Następnie szyiccy rebelianci zaatakowali dystrykt Midi. Huti nie wykluczyli w ostateczności ataku na Sanę. 12 listopada, 12 bojowników zginęło podczas ataku na dystrykt Kaflat Athar w prowincji Amran. Huti po klęsce zarządzili odwrót. 14 listopada Huti walczyły z opozycyjnymi bojówkami plemiennymi w prowincji Al-Dżauf, kontrolowanej przez szyitów. Wśród zabitych było troje wojskowych Huti. Dzień później szyici starli się także z opozycyjnymi bojówkami w prowincji Hadżdża. Zginęła jedna osoba, kilka odniosło rany.

### Walki religijne zajdytów z salafitami (2011-2013)
27 listopada 2011 Huti zaatakowali salafitów w dystrykcie Damaj w prowincji Sada. W pogromach zginęło 24 cywilów, a 65 zostało rannych. Z kolei w grudniu doszło do kilku ataków odwetowych ze strony sunnitów. W walkach trwających w dniach 7-9 grudnia 2011 zginęło 14 osób. W połowie grudnia doszło do kruchego zawarcia broni między salafitami a Huti, jednak okazał się on nietrwały, gdyż po jego wprowadzeniu szyici zbombardowali sunnicki meczet. 18 grudnia 2011 Huti zaatakowali miasto Damaj, w wyniku czego zginęło pięć osób. W kolejnych dniach walki rozszerzyły się także na miasto Kataf.
Walki między szyitami i salafitami zostały wznowione 12 stycznia 2012 w prowincji Hadżdża. W gwałtownych starciach życie straciło 20 osób. W dniach 23-24 stycznia doszło do ciężkich walk Hadżdża w których zginęło 40 Huti i sześciu radykalnych sunnitów. Jednocześnie Huti walczyli z prorzadowymi bojówkami w wyniku czego zginęło kolejnych 24 Huti. Kolejna fala przemocy między dwoma wrogimi bojówkami religijnymi nastąpiły 5-6 lutego 2012 w tej samej prowincji. W dziesięciogodzinnej bitwie zginęło 40 szyitów i 15 sunnitów. 8 lutego 2012 w potyczce zginęło 10 osób. 9 lutego 2012 między stronami konfliktu wprowadzono zawieszenie broni, jednak porozumienie okazało się kruche.
Rozejm został złamany już 10 lutego 2012, a dwa dni później w starciach poległo 30 osób. 2 marca w zamachu terrorystycznym w Sada zginęło 22 rebeliantów Huti. 8 marca 2012 Huti w prowincji Arman pod Harf Safyan starło się z jemeńskim wojskiem. Zginął dowódca brygady i jego sześciu ochroniarzy. Do powtórnej fali przemocy między dwoma bojówkami przeciwstawnych odłamów religijnych doszło w dniach 4-5 kwietnia 2012. W walkach w prowincji Sada zginęło 30 Huti i pięciu salafitów.
25 maja 2012 w prowincji al-Dżauf doszło do zamachu samobójczego w wyniku którego zginęło 12 osób, w tym sześciu bojowników Huti. Zamachowiec, prawdopodobnie terrorysta Al-Kaidy poruszał się samochodem.
28 października 2013 poważany duchowny salafita Szajch Mukabal Hadi al-Wada’i, ogłosił dżihad przeciwko zajdytom z ugrupowania Huti. Trzy plemiona zamieszkujące prowincję Sada ogłosiły gotowość do walki. Nowa seria walk rozpoczęła się 30 października 2013 prewencyjnym uderzeniem Huti na meczet w Damaj w którym modlili się salafiści. W wyniku ataku za pomocą rakiety Katiusza, zginęły cztery osoby, a 14 zostało rannych. Kolejnego dnia Huti kontynuowali ostrzał Damaj. W atakach rakietowych zginęło 30 osób. Zniszczony został dom rzecznika organizacji "Synów Damaju". Zajdyci zaatakowali również plemienne terytorium pod Kataf. Salafici odparli atak zabijając ośmiu Huti, tracąc przy tym dwóch bojowników. 1 listopada 2013 zajdyci do Damaj wprowadzili czołgi nadal prowadząc ogień przy pomocy rakiet Katiusza. W mieście zginęło do tej pory 40 osób. Międzynarodowy Komitet Czerwonego Krzyża (MKCK) zaapelował o zawieszenie broni.
Tymczasem podczas walk powołano Prezydencki Komitet ds. Kryzysu w Damaj, którego efektem było wprowadzenie rozejmu 2 listopada 2013. Tego samego dnia Szajch Abdul Majed az-Zindani, wydał fatwę wzywająca państwo do walki z Huti. W przypadku kiedy armia nie przystąpi do dżihadu, to zwykli obywatele mają chwycić za broń. Dzień później Huti wznowili ostrzał miasta. Salafici twierdzili, iż liczba zabitych przekroczyła 100. Nowe zawieszenie broni weszło w życie 4 listopada 2013 wynegocjowane przez wysłannika ONZ Dżamala Benomara. Wtedy też MKCK ewakuował z miasta 23 krytycznie rannych osób. Jednak walki wybuchły jeszcze tego samego dnia.
6 listopada 2013 Straż Salaficka wyparły zajdytów z Kataf, leżącego 26 km od Damaj. Dzień później Damaj było ostrzeliwane za pomocą wyrzutni rakietowej BM-21 Grad radzieckiej produkcji. Lokalne źródła informowały, iż po zmasowanym ostrzale obie strony podpisały kolejny dokument o zawieszeniu broni. Mimo tego podczas piątkowych modłów z 8 listopada 2013, Huti ostrzelali rakietami 122 mm meczet Dar al-Hadith, w wyniku czego zginęły dwie osoby, a sześć zostało rannych. Według wojskowych dokumentów bojownicy posługiwali się bronią zrabowaną z magazynów w Sadzie.
11 listopada 2013 w rejon konfliktu przybył zespół mediatorów wysłany przez byłego prezydenta Ali Abdullaha Saliha. 12 listopada 2013 snajper Huti z Damaj zastrzelił 10-letniego chłopca, z kolei dzień później starszego mężczyznę udającego się na modły. MKCK ewakuował 14 listopada 2013 z Damaj 40 rannych osób i ponad 100 ciał zabitych. Tego samego dnia doszło do bitwy w Kataf w wyniku której zginęło 15 Huti.

## Exodus cywilów
W kwietniu 2008 roku Wysoki Komisarz Narodów Zjednoczonych ds. Uchodźców oszacował, że w wyniku konfliktu 77 000 osób zostało przesiedlonych.
Tydzień po wznowieniu walk w sierpniu 2009 roku z prowincji Sada przed walkami uciekło 10 000 cywilów.
We wrześniu 2009 liczba uchodźców wyniosła 100 000. Mieszkańcy prowincji Sada uciekający przed ciężkimi walkami schronili się w obozie namiotowym. W kolejnym miesiącu liczba uchodźców zwiększyła się o 50 tys.

### Rekrutacja dzieci w szeregi bojówek Huti
UNICEF potępił szyickich rebeliantów z powodu rekrutowania dzieci do walki. W listopadzie 2009, 400 dzieci przemaszerowało pod siedzibą Programu Narodów Zjednoczonych ds. Rozwoju w Sanie na znak protestu przeciw wcielania nieletnich do bojówek.

## Oskarżenia o sojusz Jemenu z Al-Kaidą
Abdul-Malik al-Huti, lider rebeliantów oskarżył jemeński rząd, iż ten rekrutuje do walki z Huti członków Al-Kaidy. Według Hutiego Jemeńczycy i Saudyjczycy założyli sojusz z Al-Kaidą w stłumieniu szyickiej rebelii. Oprócz tego do armii mieli być rekrutowani bojownicy – weterani wojen w Iraku i Afganistanie. Kilka miesięcy po oskarżeniach, Jemen w styczniu 2010 roku wypowiedział wojnę Al-Kaidzie. Było to spowodowane nieudaną próbą zamachu terrorystycznego na samolot lecący do USA 25 grudnia 2009. Terrorysta wykonujący zamach był szkolony przez skrzydło Al-Kaidy w Jemenie.

## Międzynarodowe wsparcie dla stron konfliktu

### Stronnicy jemeńskich sił bezpieczeństwa
- Arabia Saudyjska

Wojska Arabii Saudyjskiej włączyły się w konflikt 4 listopada 2009 po rozpoczęciu ataków przez rebeliantów. Bojownicy przenikali na tereny Arabii Saudyjskiej i tam się instalowali, gdyż armia Jemenu wypychała ich ze swojego terytorium. Siły saudysjkie głównie bombardowały z powietrza stanowiska rebeliantów. 22 grudnia 2009 rozegrała się spektakularna bitwa w której poległo aż 64 saudyjskich wojskowch. 27 stycznia 2010 Saudowie podpisali zawieszenie broni z jemeńskimi rebeliantami, na mocy którego zobowiązali opuścić terytorium Arabii Saudyjskiej. W saudyjskiej ofensywie poległo 109 żołnierzy.
- Stany Zjednoczone

Lotnictwo Stanów Zjednoczonych przeprowadziło w grudniu 2009 na terenie Amran, Hajjah i Sada 28 nalotów, w wyniku których śmierć poniosło co najmniej 120 osób, a 44 odniosło rany. Rebelianci oskarżyli USA o popełnienie masakry na jemeńskich obywatelach, gdyż bomby miały uderzyć w obszarach zamieszkałych przez uchodźców. USA wspierało Jemen w walce z rebeliantami finansowo i logistycznie.
- Jordania

W listopadzie do Jemenu przybyło ok. 2000 jordańskich komandosów, którzy wsparli siły jemeńsko-saudyjskie w walce z rebeliantami Huti.
- Maroko

Marokańscy żołnierze elitarnej jednostki komandosów i spadochroniarzy wzięło udział w walce z rebelią. Pierwszy ich udział zanotowano 3 grudnia 2009.
- Pakistan

Rząd pakistański wysłał do Jemenu 300 żołnierzy jednostki sił specjalnych do walki z rebelią.

### Stronnicy rebeliantów Huti
- Iran

Jemeński i saudyjski rząd oskarżają Iran o wsparcie finansowe szyickich rebeliantów. W październiku 2009 jemeńska marynarka wojenna przechwyciła broń transportowaną przez irański statek. Ponadto Jemen sugeruje, że rebelianci byli szkoleni w irańskich obozach na terenie Erytrei. Oprócz tego Iran oferował wsparcie logistyczne i militarne. Na terytorium Jemenu działali oficerowie wywiadu, Al-Kuds (Brygady Jerozolimskiej) skrzydła Gwardii Rewolucyjnej.
Irańska marynarka wojenna w składzie sześciu okrętów wojennych od 25 maja 2009 pływała na wodach Zatoki Adeńskiej w ramach walki z piractwem. 20 stycznia 2010 irańska marynarka weszła do portów by przekazać broń rebeliantom. Pojawiły się spekulacje, iż irańskie jednostki nie brały udziału w operacji Ocean Shield w celu walki z piratami, ale by pomóc jemeńskim rebeliantom.
W marcu 2012 amerykański wywiad potwierdził, iż bojówki były dozbrajane oraz sponsorowane przez irański Al-Kuds. Siły specjalne za pomocą przemytników szmuglowały karabiny AK-47, granatniki przeciwpancerne i inne rodzaje broni dla szyickich rebeliantów. Kilka transportów zostało przechwyconych przez jemeńskie służby. Proceder wspierania szyitów Jemenie miał umocnić strefę wpływu Iranu na Półwyspie Arabskim. Jednakże Iran za każdym razem zaprzeczał wszelkim oskarżeniom.
- Hezbollah

Hezbollah głównie szkolił jemeńskich rebeliantów do walki z siłami rządowymi. Sami libańscy bojownicy zaprzeczyli by kontaktowali się w Huti.
- Asz-Szabab

Somalijscy radykalni rebelianci z ugrupowania Asz-Szabab walczący z rządem w Somalii, w październiku 2009 zostali zwerbowani jako najemnicy do walki w Jemenie. Wówczas na arenie walk w Sada wylądowało 200 somalijskich ekstremistów. Bojownicy byli przerzucani statkami przez Morze Czerwone. Somalijczycy brali udział w niebezpiecznych misjach takich jak ataki na budynki rządowe i obiekty wojskowe w Sada. 20 listopada 2009 siły jemeńskie pojmały 26 somalijskich bojowników podczas walki. Związani z Al-Kaidą Szebabowie, którzy byli sunnitami, pomimo rozdziału religijnego wsparli szyitów, jednakże od czasu wybuchu partyzantki terrorystów w Jemenie i w trakcie rewolucji walczyli przeciwko szyitom.